# Mouilleron-Saint-Germain
Mouilleron-Saint-Germain is een gemeente in het Franse departement Vendée (regio Pays de la Loire) en telt 1.816 inwoners (2016). De plaats maakt deel uit van het arrondissement Fontenay-le-Comte. De gemeente ontstond op 1 januari 2016 door de samenvoeging van de voormalige gemeentes Mouilleron-en-Pareds en Saint-Germain-l'Aiguiller.

## Geografie
De oppervlakte van Mouilleron-Saint-Germain bedraagt 28,40 km², de bevolkingsdichtheid is 64 inwoners per km².
De onderstaande kaart toont de voormalige gemeenten binnen de huidige:

## Demografie
Onderstaande figuur toont het verloop van het inwonertal (bron: INSEE-tellingen).

## Sport
Mouilleron-Saint-Germain was één keer etappeplaats in de wielerkoers Ronde van Frankrijk. In 2018 won Peter Sagan deze rit naar La Roche-sur-Yon.

## Geboren
- Georges Clemenceau (1841-1929), premier van Frankrijk (1906-1909,1917-1920) en minister van oorlog